# تينا كروس
تينا كروس (بالإنجليزية: Tina Cross)‏ هي مغنية نيوزيلندية، ولدت في 27 يناير 1959 في Ōtara ‏ في نيوزيلندا.